# Samuel Matthews Robertson

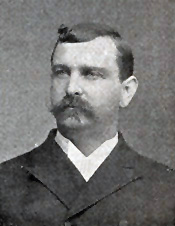
Samuel Matthews Robertson

Samuel Matthews Robertson (* 1. Januar 1852 in Plaquemine, Louisiana; † 24. Dezember 1911 in Baton Rouge, Louisiana) war ein US-amerikanischer Politiker. Zwischen 1887 und 1907 vertrat er den Bundesstaat Louisiana im US-Repräsentantenhaus.

## Werdegang
Samuel Robertson war der Sohn des Kongressabgeordneten Edward White Robertson (1823–1887). Er besuchte das Magruder’s Collegiate Institute in Baton Rouge und studierte danach bis 1874 an der Louisiana State University. Nach einem anschließenden Jurastudium und seiner 1874 erfolgten Zulassung als Rechtsanwalt begann er in Baton Rouge in diesem Beruf zu arbeiten.
Politisch war Robertson Mitglied der Demokratischen Partei. Im Jahr 1879 wurde er in das Repräsentantenhaus von Louisiana gewählt. 1880 wurde er Fakultätsmitglied des Louisiana State University and Agriculture and Mechanical College. Nach dem Tod seines Vaters wurde er bei der fälligen Nachwahl für den sechsten Sitz von Louisiana als dessen Nachfolger in das US-Repräsentantenhaus in Washington, D.C. gewählt. Dort trat er am 5. Dezember 1887 sein neues Mandat an. Nach neun Wiederwahlen konnte er bis zum 3. März 1907 im Kongress verbleiben. Zwischen 1891 und 1893 war er Vorsitzender des Ausschusses, der sich mit den Deichanlagen am Mississippi befasste. Während Robertsons Zeit im US-Repräsentantenhaus kam es 1898 zum Spanisch-Amerikanischen Krieg.
1906 wurde Samuel Robertson von seiner Partei nicht mehr für eine weitere Legislaturperiode nominiert. In den folgenden Jahren arbeitete er wieder als Rechtsanwalt in Baton Rouge. Zwischen 1908 und 1911 leitete er die Schule für Gehörlose und Taubstumme in Louisiana. Er starb am 24. Dezember 1911 in Baton Rouge und wurde auf dem dortigen Magnolia Cemetery beigesetzt.